# Iglesia de El Salvador (Villaspesa)
La iglesia de El Salvador de Villaspesa en el término municipal de Teruel (España) es un edificio modernista en el que el arquitecto catalán Pablo Monguió realizó una interpretación de la arquitectura religiosa medieval, fundiendo referencias historicistas con el lenguaje estético de principios del siglo XX para configurar un armónico conjunto. 

## Características interiores
El templo responde a una estructura sencilla, con nave única y cabecera poligonal. La nave se divide en cinco tramos separados por pilastras escasamente resaltadas y rematadas en la parte superior por otras de mayor resalte, realizadas en ladrillo y que apean la cubierta de madera a dos aguas con tirantes y canes sencillos; en el tramo de los pies cuenta con coro alto al que se accede por una escalera de caracol de madera. La cabecera presenta el mismo sistema de cubrimiento que la nave, adaptado a la planta poligonal. 

## Características exteriores
Al exterior muestra una estudiada combinación de materiales que confiere calidad plástica al conjunto, alternando sillar de almohadillado rústico, mampostería y ladrillo. 
La fachada principal se estructura en dos cuerpos, el inferior realizado en sillar de almohadillado rústico y formado por un atrio abierto con tres arcos apuntados moldurados, y el superior de ladrillo, compuesto un amplio arco apuntado en el que se inscriben cinco estilizados vanos apuntados; este cuerpo remata a dos vertientes y queda flanqueado por dos torrecillas poligonales de dos cuerpos, con vanos alancetados y decoración de ladrillo resaltado. Las fachadas laterales, con zócalo de sillar almohadillado y muros de mampostería, se articulan por medio de grandes arcos apuntados de ladrillo que alojan tres vanos, igualmente apuntados, cerrados con vidrieras. El ábside muestra dos grandes arcos apuntados ciegos. Los tramos rectos del ábside y ambos lados del primer tramo de la nave quedan enmascarados por dos bloques correspondientes a sendas sacristías.